# Cratere Ytunde
Ytunde  è un cratere sulla superficie di Venere.